# Liste der Kulturdenkmale in Tannheim (Württemberg)

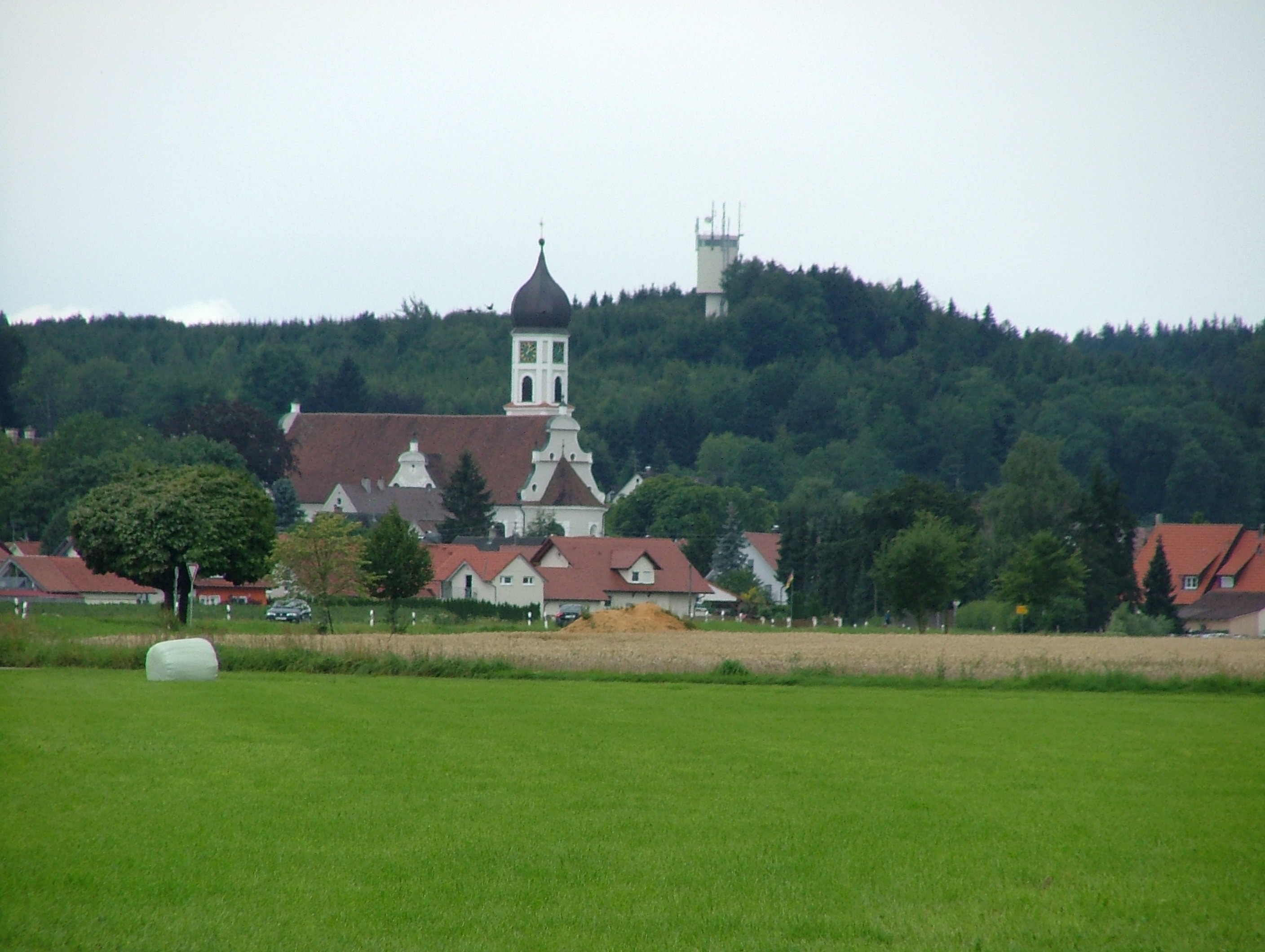

In der Liste der Kulturdenkmale in Tannheim sind alle Bau- und Kunstdenkmale von Tannheim und seiner Teilorte verzeichnet. Sie leitet sich aus der Liste des Landesdenkmalamts Baden-Württemberg, dem „Verzeichnis der unbeweglichen Bau- und Kunstdenkmale und der zu prüfenden Objekte“ ab. Diese Liste wurde im Jahre 1978 erstellt. Die Teilliste für den Landkreis Biberach hat den Stand vom 11. März 2013 und verzeichnet vierundzwanzig unbewegliche Bau- und Kunstdenkmäler.

## Allgemein
- Bild: Zeigt ein ausgewähltes Bild aus Commons, „Weitere Bilder“ verweist auf die Bilder im Medienarchiv Wikimedia Commons.
- Bezeichnung: Nennt den Namen, die Bezeichnung oder die Art des Kulturdenkmals.
- Lage: Straßenname und Hausnummer oder Flurstücknummer des Kulturdenkmals, gegebenenfalls auch den Ortsteil. Die Grundsortierung der Liste erfolgt nach dieser Adresse. Der Link (Karte) führt zu verschiedenen Kartendiensten mit der Position des Kulturdenkmals. Fehlt dieser Link, wurden die Koordinaten noch nicht eingetragen. Sind diese bekannt, können sie über ein Tool mit einer Kartenansicht einfach nachgetragen werden. In dieser Kartenansicht sind Kulturdenkmale ohne Koordinaten mit einem roten bzw. orangen Marker dargestellt und können durch Verschieben auf die richtige Position in der Karte mit Koordinaten versehen werden. Kulturdenkmale ohne Bild sind an einem blauen bzw. roten Marker erkennbar.
- Datierung: Baubeginn, Fertigstellung, Datum der Erstnennung oder grobe zeitliche Einordnung entsprechend des Eintrags in der zuständigen Denkmaldatenbank (Landesamt für Denkmalpflege Baden-Württemberg).
- Beschreibung: Kurzcharakteristik des Kulturdenkmals.

Bei den mit P gekennzeichneten Objekten kann die Denkmaleigenschaft erst nach einer eingehenden Prüfung endgültig festgestellt oder ausgeschlossen werden.

## Tannheim
Der Ort liegt auf der westlichen, württembergischen Seite des Illertales. Durch ihn führt die Ostroute der Oberschwäbischen Barockstraße. Im Süden grenzt die Gemarkung an den Landkreis Ravensburg. Im Osten an den bayerischen Landkreis Unterallgäu, Buxheim (Schwaben) und die kreisfreie Stadt Memmingen.
| Bild           | Bezeichnung                  | Lage                                            | Datierung              | Beschreibung | ID |
| -------------- | ---------------------------- | ----------------------------------------------- | ---------------------- | --- | -- |
| Weitere Bilder | Bildstock                    | Bei der Arlacher Straße 15, Flstnr. 316 (Karte) | um 1800                | Bildstock, verputzt, in der Nische neuere Figur Geschützt nach § 2 DSchG |    |
| Weitere Bilder | Pfarrhaus                    | Am alten Pfarrhof 8 (Karte)                     | 1515/16                | zweigeschossiger Fachwerkbau, mit Garten Geschützt nach § 28 DSchG |    |
|                | Bauernhaus                   | Bachweg 2 (Karte)                               | 19. Jahrhundert        | zweigeschossiger Putzbau Geschützt nach §§ P* DSchG |    |
| Weitere Bilder | Bahnhof mit Güterschuppen    | Bahnhofstraße 7 (Karte)                         | 1889                   | zweigeschossiges Empfangsgebäude, massives Erdgeschoss, verschindeltes Obergeschoss und Giebel, eingeschossigem Güterschuppen im Anschluss, Holzbau auf Betonsockel Geschützt nach §§ P* DSchG |    |
|                | Bahnhofsgaststätte           | Bahnhofstraße 78 (Karte)                        |                        | Ehemalige Bahnhofsgaststätte, Zweigeschossiger Putzbau, Erdgeschoss mit Rustizierung, Fensterverdachungen im Obergeschoss, wohl 1889, samt altem Kastanienbaum Geschützt nach §§ P* DSchG |    |
| Weitere Bilder | Friedhofsmauer               | Friedhofstraße (Karte)                          | 17. Jahrhundert        | Ummauerung des Friedhofs (ehemals Standort der Pfarrkirche) samt hier eingelassener Kapelle Geschützt nach § 2 DSchG |    |
| Weitere Bilder | Hirtenhaus                   | Friedhofstraße 5 (Karte)                        | 1566/67                | Ehemaliges Hirtenhaus, zweigeschossiges Gebäude, Erdgeschoss verputzt, Obergeschoss Fachwerkbau, teils freiliegend, teils verbrettert Geschützt nach § 28 DSchG |    |
|                | Schlossgartenmauer           | Hauptstraße 1 (Karte)                           |                        | Gartenmauer entlang der Hauptstraße und der Leutkircher Straße mit Schlossgarten Geschützt nach § 2 DSchG |    |
| Weitere Bilder | Schloss                      | Hauptstraße 2 (Karte)                           | 1696                   | dreigeschossige, verputzte Winkelhakenanlage, erbaut als „Ochsenhauser Pfleghof“ Geschützt nach § 28 DSchG |    |
| Weitere Bilder | Kath. Pfarrkirche St. Martin | Hauptstraße 4 (Karte)                           | 1700–1702              | Genordeter Bau nach dem Schema der Vorarlberger Wandpfeilerkirchen Geschützt nach § 28 DSchG |    |
| Weitere Bilder | Pfarrhaus                    | Hauptstraße 8 (Karte)                           | 1804                   | zweigeschossiger Putzbau mit Walmdach Geschützt nach § 2 DSchG |    |
|                | Bauernhaus                   | Hauptstraße 13 (Karte)                          | 1641/42                | Wohnteil und Tenne eines Bauernhauses, zweigeschossiger Putzbau, Stube mit Bohlenbalkendecke, Scherendachstuhl Geschützt nach § 2 DSchG |    |
|                | Feuerwehrhaus                | Hauptstraße 22 (Karte)                          | um 1900                | Altes Feuerwehrhaus, eingeschossiger Putzbau mit hölzernem Schlauchtrockenturm Geschützt nach §§ P* DSchG |    |
|                | Bauernhaus „St. Medardus“    | Hauptstraße 50 (Karte)                          | 1659/60                | zweigeschossiger Putzbau, Stube mit Bohlenbalkendecke, Scherendachstuhl Geschützt nach § 2 DSchG |    |
|                | Wohnhaus                     | Hauptstraße 52 (Karte)                          | 19. Jahrhundert        | Wohnhaus mit Werkstatt, zweigeschossiger Putzbau Geschützt nach §§ P* DSchG | BW |
| Weitere Bilder | Dinkelmühle                  | Mühlbergstraße 9, 10 (Karte)                    | frühes 20. Jahrhundert | bestehend aus einem zweigeschossigen Wohn- und Mühlengebäude mit Walmdach und rückwärtigem Anbau (Mühlbergstraße 10), Wasserrad erhalten, sowie einem Mühlengebäude auf der gegenüberliegenden Straßenseite (Mühlbergstraße 9), über hohem Sockel zweigeschossiger Putzbau mit Mansardgiebeldach Geschützt nach §§ P* DSchG |    |
|                | Alte Schule                  | Rathausplatz 6 (Karte)                          | 1907/08                | zweigeschossiger Putzbau über nahezu quadratischem Grundriss und mit Walmdach, nach Plänen von Baurat Knobloch, Stuttgart, erbaut Geschützt nach § 2 DSchG |    |
|                | Bauernhof                    | Schäfergasse 7 (Karte)                          | 19. Jahrhundert        | U-förmig angeordnete Baugruppe aus Wohnteilen, Tenne, Stall, Remise Geschützt nach §§ P* DSchG | BW |
|                | Gruftkapelle                 | Ulmer Straße 6, Flstnr. 316 (Karte)             | 1913                   | Kapelle im Rehgarten, Achteckbau mit Dachreiter, im Park Bronzefigur eines Rehs, bezeichnet H. Hölscher, 1941 Geschützt nach § 2 DSchG |    |

### Arlach
In dem ungefähr zwei Kilometer östlich von Tannheim gelegenen Teilort Arlach befinden sich zwei Baudenkmäler.

| Bild           | Bezeichnung          | Lage                         | Datierung       | Beschreibung | ID |
| -------------- | -------------------- | ---------------------------- | --------------- | --- | -- |
|                | Bauernhaus „St. Ivo“ | Tannheimer Straße 10 (Karte) | 19. Jahrhundert | zweigeschossiger Putzbau mit verkleidetem Giebel Geschützt nach §§ P* DSchG                                          | BW |
| Weitere Bilder | St. Michael          | Tannheimer Straße 14 (Karte) | 1781            | Katholische Filialkapelle St. Michael oblonges Schiff mit abgerundetem Chor und Dachreiter Geschützt nach § 28 DSchG |    |

### Egelsee
In dem auf der württembergischen Seite des Illertals gelegenen Egelsee, befindet sich die Urbanskapelle.

| Bild | Bezeichnung | Lage                       | Datierung | Beschreibung | ID |
| ---- | ----------- | -------------------------- | --------- | --- | -- |
|      | St. Urban   | Memminger Straße 6 (Karte) |           | Katholische Filialkirche Str. Urban, kleiner Bau mit dreiseitigem Ostabschluss, erneuert 1737 Geschützt nach § 28 DSchG |    |

### Kronwinkel
Kronwinkel verzeichnet in der Baudenkmälerliste von Tannheim, die am 28. Juli 1684 grundsteingelegte Lorettokapelle.

| Bild           | Bezeichnung    | Lage                    | Datierung | Beschreibung | ID |
| -------------- | -------------- | ----------------------- | --------- | --- | -- |
| Weitere Bilder | Lorettokapelle | Kapellenweg 4 (Karte)   | 1684      | Tonnengewölbter Bau mit Dachreiter, Grundsteinlegung am 28. Juli 1684 Geschützt nach § 28 DSchG                                 |    |
|                | Hofanlage      | Wiesenbergweg 1 (Karte) | um 1900   | bestehend aus einem zweigeschossigen, verputzten Bauernhaus und einem eingeschossigen Remisengebäude Geschützt nach §§ P* DSchG | BW |